# Амрак
Амрак (кит. упр. 阿史那庵逻, пиньинь ashinaanluo, устар. Яньло; личное имя кит. упр. 庵逻, пиньинь anluo — Ашина Аньло) — сын Тобо Хана, 5-й каган Гёктюрк (Небесных Тюрок) с 581 году.

## Правление
Сын Тобо Хана. Перед смертью отец завещал оставить престол сыну дяди Амрака Далобяню. Но Далобянь (тюрк. Торэмен, сын Мукан-кагана и младшей жены) считался низкородным и знать решила не ставить его каганом. Под давлением Шету (Бага-Ышбара хана), знать склонилась в пользу Амрака. Далобянь замышлял сместить новоявленного кагана и занять престол, он и его слуги публично оскорбляли кагана, оставаясь безнаказанными. На совете тюркской знати было решено провозгласить каганом смелого Шету. Далобянь получил титул Апа-хана (старейшего хана) и уехал на север. Шету стал Бага Ышбара-ханом.